# غوسنولد (ماساتشوستس)
غوسنولد (بالإنجليزية: Gosnold, Massachusetts)‏ هي بلدة أمريكية تقع في الولايات المتحدة في مقاطعة دوكس (ماساتشوستس). يقدر عدد سكانها بـ 52 نسمة ومساحتها 363.0 كم2 وترتفع عن سطح البحر 26 متر.